# NGC 3024
NGC 3024 je galaksija u zviježđu Lavu.

## Vanjske poveznice
- SEDS: NGC 3024